# Йован Трифуноски
Йован Филипов Трифуноски (на сръбски: Јован Трифуноски или Jovan Trifunoski) е югославски географ, антрополог и етнограф. Изявява сръбска национална принадлежност и, без да отрича съвременното съществуване на т. нар. македонска нация, застъпва тезата за сръбски характер на македонските славяни. Последната му издадена приживе книга „Македонизирање Јужне Србије“ („Македонизирането на Южна Сърбия“, 1995) обобщава възгледите му по този въпрос.

## Биография

### Ранни години и образование
Йован Трифуноски е роден на 23 септември 1914 година в положкото село Вруток, тогава в Сърбия, в земеделското семейство на Филип Трифонович и Теофилка. През 1905 година баща му е в четата на Никола Андреев, която предизвиква обсадата на Лешочкия манастир. Завършва основно образование в селото си, след това гимназиално в Скопие и Тетово, а между 1935 – 1939 година учи антропология и география във Философския факултет на Скопския университет.

### Преподавателска и научна дейност
След дипломирането през 1939 г. отбива военната си служба във Военно-географския институт в Белград. В периода 1940 – 1979 година работи като университетски преподавател в Скопие и Белград. През 1950 година защитава докторската дисертация „Кумановско–Прешевска Църна гора“ (на сръбски: Кумановско-прешевска Црна Гора) пред Сръбската академия на науките. От 1965 г. носи званието редовен професор. Извършва антроположки, географски и етнографски проучвания в Скопската, Положката, Кумановската, Овчеполската, Кочанската, Струмишката котловина и в Пелагония, като за всяко от тях издава отделна студия.
Носител е на Орден на труда, втора степен през 1959 година. Пенсионира се през 1979 година. Почива в Белград през 1997 година.